# Житинецька сільська рада
Житинецька сільська рада — колишня адміністративно-територіальна одиниця та орган місцевого самоврядування у Любарському районі Бердичівської округи, Вінницької та Житомирської областей Української РСР з адміністративним центром у селі Житинці.

## Населені пункти
Сільській раді на час ліквідації були підпорядковані населені пункти:
- с. Житинці

## Історія та адміністративний устрій
Створена 4 вересня 1928 року в с. Житинці Гізівщинської сільської ради Любарського району Бердичівської округи.
Станом на 1 вересня 1946 року сільська рада входила до складу Любарського району Житомирської області, на обліку в раді перебувало с. Житинці.
Ліквідована 11 серпня 1954 року, відповідно до указу Президії Верховної ради УРСР «Про укрупнення сільських рад по Житомирській області», територію та с. Житинці приєднано до складу Гізівщинської сільської ради Любарського району Житомирської області.